# Friedrich-Wilhelm von Chappuis
Friedrich-Wilhelm von Chappuis, född 13 september 1886 i Schubin nära Bromberg (Szubin nära Bydgoszcz i nuvarande Polen), död 27 augusti 1942 i Magdeburg (självmord). Tysk militär. Han befordrades till generalmajor 1938 och till general i infanteriet 1941. von Chappuis erhöll Riddarkorset 1940.

## Befäl
- 5. infanteriregementet oktober 1934 – mars 1938
- staben XIV. Armeekorps april 1938 – juni 1940
- 15. Infanterie-Division juni – augusti 1940
- 16. Infanterie-Division (mot)  augusti 1940 – mars 1941
- XXXVIII. Armeekorps mars 1941 – maj 1942